# Blaenrheidol
Blaenrheidol és una comunitat del comtat de Ceredigion, al nord de Gal·les. Es troba a les Muntanyes Cambrianes, a la regió del Mid Wales (Gal·les central), aproximadament a 12 milles (19 km) a l'est d'Aberystwyth, a la carretera A44.